# Towarzystwo Polskie Socjalno-Rewolucyjne
Towarzystwo Polskie Socjalno-Rewolucyjne – pierwsza polska organizacja anarchistyczna, założona w 1872 w Zurychu przez polskich emigrantów.

## Historia
Towarzystwo Polskie Socjalno-Demokratyczne zostało założone 20 maja 1872. Jego powstanie odnotowała lokalna prasa. Organizacja miała niewielką liczebność – szacuje się, że liczyła nie więcej niż 20 członków. Zachowało się niewiele źródeł dotyczących działalności Towarzystwa; z dostępnych materiałów wynika, że główną rolę odgrywali Adolf Stempkowski (pełniący funkcję sekretarza), Emil Szymanowski oraz Kasper Turski. Do grupy należeli również Franciszek Łętowski i Aleksander Kryłowski.
Znaczący wpływ na kształt ideowy Towarzystwa mieli rosyjscy emigranci, m.in. Zamfir Ralli, Aleksander Elsnic i Władimir Golstein – współpracownicy Michaiła Bakunina. Według relacji Rallego, Polacy zwrócili się do nich z prośbą o pomoc w opracowaniu programu ideowego. Po konsultacji z Bakuninem, który udzielił im poparcia, przystąpili do współpracy. Bakunin zalecał ostrożne i stopniowe wyrażanie poglądów, szczególnie w kontekście różnic ideowych z marksistami, tak aby nie utrudnić ewentualnego przystąpienia Towarzystwa do I Międzynarodówki.
Bakunin osobiście opracował program ideowy organizacji, przesyłając go z Locarno, gdzie wówczas przebywał. Program zakładał konieczność rewolucji społecznej, mającej na celu obalenie istniejącego ustroju politycznego, ekonomicznego, religijnego i prawnego. Postulował przekazanie ziemi we władanie gmin oraz przekazanie zakładów przemysłowych w ręce towarzystw robotniczych. Program odrzucał wszelką formę władzy, nawet demokratycznej, jako narzędzia opresji mniejszości nad większością. Zakwestionowana została również tradycyjna definicja granic narodowych – według Bakunina, Polska istnieje tam, gdzie ludność utożsamia się z narodem polskim.
Program został przyjęty przez członków Towarzystwa z entuzjazmem, jednak jego radykalna treść nie spotkała się z trwałą akceptacją. Po kilku miesiącach zainteresowanie ideami Bakunina zaczęło słabnąć, zwłaszcza po przyjeździe do Zurychu Józefa Tokarzewicza, który został zaproszony do objęcia redakcji planowanego pisma. Tokarzewicz, związany wcześniej z radykalną lewicą emigracyjną (m.in. czasopismami „Gmina” i „Niepodległość”), z czasem zaczął odchodzić od lewicowych poglądów. Po przyjęciu zaproszenia zastrzegł sobie prawo rewizji programu ideowego organizacji.
Jednym z kluczowych punktów spornych była kwestia tzw. Polski historycznej. Tokarzewicz zakwestionował programowe odrzucenie koncepcji Polski w granicach sprzed 1772. Jego próby zmiany programu spotkały się ze sprzeciwem zarówno Bakunina, jak i Rallego. Polscy członkowie Towarzystwa przyjęli jednak nową wersję, w której większy nacisk położono na cele narodowo-wyzwoleńcze i walkę z zaborcami: Rosją, Austrią i Prusami. W zakresie społecznym nowy program pozostał niejednoznaczny, ograniczając się do ogólnikowych stwierdzeń o potrzebie przebudowy struktur społecznych.
W wyniku tych zmian z Towarzystwa wystąpili Ralli, Elsnic i Golstein. W imieniu całej trójki list pożegnalny napisał Bakunin, który podkreślił, że celem ich udziału w Towarzystwie była wspólna walka o wyzwolenie ludów. Program, który początkowo popierali, zakładał zniesienie zarówno ucisku politycznego, jak i eksploatacji ekonomicznej. Zmiana kursu organizacji skłoniła ich do odejścia.
Tokarzewicz również opuścił Towarzystwo po zaledwie dwóch tygodniach członkostwa. W liście do redakcji „Głosu Polskiego” jako powód wskazał napięcia związane z aresztowaniem Siergieja Nieczajewa w Zurychu w sierpniu 1868 oraz wątpliwości dotyczące powiązań niektórych członków Towarzystwa, w szczególności Adolfa Stempkowskiego, który okazał się informatorem carskiej policji.
Po odejściu Tokarzewicza oraz rosyjskich działaczy, Towarzystwo stopniowo zaprzestało działalności, choć formalnie nigdy nie zostało rozwiązane. Jednym z jego ostatnich działań był protest przeciwko decyzji władz szwajcarskich o ekstradycji Nieczajewa do Rosji. Według relacji Rallego, część byłych członków Towarzystwa zaangażowała się później w działalność przestępczą – w tym w produkcję fałszywych rubli w Solothurn, co odbiło się echem w prasie europejskiej.
Po upadku powstania styczniowego krąg współpracowników Bakunina z Polski uległ znacznemu uszczupleniu. Nieliczni, którzy pozostali, stanowili grupę rewolucyjnych radykałów, opowiadających się za „Polską socjalną”, opartą na własności wspólnotowej, ateizmie i zasadach anarchizmu.

## Program
Program mówił o rewolucji społecznej, zmierzającej do przejęcia środków produkcji przez robotników oraz zastąpienia państwa i kapitalizmu ustrojem opartym na stowarzyszeniach robotniczych i niezależnych gminach. Program uznając „prawo do niezależności i rozwoju narodowego” głosił hasło „Niech żyje wolna socjalno-demokratyczna Polska!”; zaznaczał przy tym, że „Polska istnieje tam tylko, gdzie lud uznaje się i chce być polskim, a kończy się tam, gdzie tenże lud, nie chcąc należeć do związku polskiego, przyłączy się do związku wolnego innej narodowości”.